# 川越市立霞ヶ関西中学校
川越市立霞ケ関西中学校（かわごえしりつ かすみがせきにしちゅうがっこう）は、埼玉県川越市笠幡にある公立中学校。

## 沿革
- 1983年4月1日 - 川越市立霞ケ関中学校を分離して川越市立霞ケ関西中学校として創立
- 1983年11月13日 - 校歌、校旗制定[1]、開校記念式典挙行

## 教育目標
「志高く、自ら行動する生徒の育成」
- 自ら学ぶ生徒（自主）
- 思いやりのある生徒（敬愛）
- 心身ともに健康な生徒（錬磨）[2]

## 部活動

### 運動部
- 野球部
- サッカー部
- 男子バスケットボール部
- 女子バスケットボール部
- 女子バレーボール部
- 女子ソフトテニス部
- 男子卓球部
- 剣道部[3]

### 文化部
- 美術部
- 吹奏楽部
- 総合活動部[3]